# NGC 2904
NGC 2904 (również PGC 26981) – galaktyka eliptyczna (E/SB0), znajdująca się w gwiazdozbiorze Pompy. Odkrył ją John Herschel 30 marca 1835 roku.